# Campionati europei di nuoto in vasca corta 2010 - 200 metri misti femminili
Le qualifiche per la finale si sono svolte la mattina del 25 novembre 2010, mentre la finale si è svolta la sera dello stesso giorno.

## Medaglie
| Posizione | Atleta           | Paese    |
| --------- | ---------------- | -------- |
| Oro       | Evelyn Verrasztó | Ungheria |
| Argento   | Kimberly Buys    | Belgio   |
| Bronzo    | Lara Grangeon    | Francia  |

## Record
Prima della manifestazione il record del mondo (RM), il record europeo (EU) e il record dei campionati (RC) erano i seguenti.
| Record mondiale       | 2 min 4,60 s | Julia Smit Stati Uniti    | 19 dicembre 2009 Manchester, Regno Unito |
| Record europeo        | 2 min 4,64 s | Evelyn Verrasztó Ungheria | 10 dicembre 2009 Istanbul, Turchia       |
| Record dei campionati | 2 min 4,64 s | Evelyn Verrasztó Ungheria | 10 dicembre 2009 Istanbul, Turchia       |

Durante la competizione non sono stati migliorati record.

## Risultati batterie
| Pos. | Atleta               | Nazionalità | Tempo         | Batteria    | Corsia      | Note        |
| ---- | -------------------- | ----------- | ------------- | ----------- | ----------- | ----------- |
| 1    | Evelyn Verrasztó     | Ungheria    | 2 min 10,06 s | 4           | 4           |             |
| 2    | Kimberly Buys        | Belgio      | 2 min 10,54 s | 3           | 5           |             |
| 3    | Viktoriya Andreeva   | Russia      | 2 min 10,81 s | 2           | 5           |             |
| 4    | Sophie De Ronchi     | Francia     | 2 min 10,90 s | 2           | 4           |             |
| 5    | Theresa Michalak     | Germania    | 2 min 11,67 s | 4           | 5           |             |
| 6    | Lara Grangeon        | Francia     | 2 min 11,77 s | 4           | 3           |             |
| 7    | Barbora Zavadova     | Rep. Ceca   | 2 min 11,83 s | 3           | 2           |             |
| 8    | Fanny Lecluyse       | Belgio      | 2 min 12,10 s | 4           | 2           |             |
| 9    | Kristina Kochetkova  | Russia      | 2 min 12,50 s | 2           | 3           |             |
| 10   | Francesca Segat      | Italia      | 2 min 12,69 s | 3           | 4           |             |
| 11   | Amit Ivri            | Israele     | 2 min 12,71 s | 4           | 7           |             |
| 12   | Lieke Verouden       | Paesi Bassi | 2 min 12,73 s | 3           | 6           |             |
| 13   | Sophie Smith         | Regno Unito | 2 min 12,77 s | 3           | 3           |             |
| 14   | Grainne Murphy       | Irlanda     | 2 min 12,86 s | 2           | 2           |             |
| 15   | Beatriz Gomez Cortes | Spagna      | 2 min 13,36 s | 3           | 7           |             |
| 16   | Joerdis Steinegger   | Austria     | 2 min 14,03 s | 2           | 1           |             |
| 17   | Emilia Pikkarainen   | Finlandia   | 2 min 14,07 s | 4           | 6           |             |
| 18   | Noora Laukkanen      | Finlandia   | 2 min 14,60 s | 3           | 1           |             |
| 19   | Uschi Halbreiner     | Austria     | 2 min 14,94 s | 2           | 6           |             |
| 20   | Jessica Thielmann    | Regno Unito | 2 min 14,99 s | 4           | 1           |             |
| 21   | Marina Ribi          | Svizzera    | 2 min 15,03 s | 2           | 7           |             |
| 22   | Lisa Zaiser          | Austria     | 2 min 16,20 s | 1           | 4           |             |
| 23   | Nadia Morais Vieira  | Portogallo  | 2 min 16,56 s | 1           | 3           |             |
| 24   | Gizem Bozkurt        | Turchia     | 2 min 19,78 s | 1           | 5           |             |
| 25   | Patricia Aschan      | Finlandia   | 2 min 19,81 s | 3           | 8           |             |
|      | Sanja Jovanović      | Croazia     | non partita   | non partita | non partita | non partita |

## Finale
| Pos. | Atleta             | Nazionalità | Tempo         | Corsia | Note |
| ---- | ------------------ | ----------- | ------------- | ------ | ---- |
|      | Evelyn Verrasztó   | Ungheria    | 2 min 07,06 s | 4      |      |
|      | Kimberly Buys      | Belgio      | 2 min 10,14 s | 5      |      |
|      | Lara Grangeon      | Francia     | 2 min 10,22 s | 7      |      |
| 4    | Theresa Michalak   | Germania    | 2 min 10,41 s | 2      |      |
| 5    | Sophie De Ronchi   | Francia     | 2 min 11,32 s | 6      |      |
| 6    | Barbora Zavadova   | Rep. Ceca   | 2 min 12,34 s | 1      |      |
| 7    | Viktoriya Andreeva | Russia      | 2 min 12,40 s | 3      |      |
| 8    | Fanny Lecluyse     | Belgio      | 2 min 13,49 s | 8      |      |